# Herb Sint Maarten
Herb Sint Maarten przedstawia na tarczy obrzeżonej pomarańczowo, w polu błękitnym srebrny zabytkowy budynek sądu w Philipsburgu, stolicy terytorium. W górnych rogach gałązka szałwii i sylwetka pomnika. Nad tarczą wschodzące słońce z szarą sylwetką pelikana w locie. Pod tarczą złota wstęga z dewizą łacińską Semper pro grediens ("Zawsze postępująca").
Herb przyjęty został 22 lipca 1982 roku i ponownie zatwierdzony 17 listopada 1982 roku.